# Nextdoor (réseau social)
Nextdoor est un service américain de réseautage social orienté sur le voisinage. Créé en octobre 2011 en Californie, le réseau existe hors des États-Unis.

## Histoire
Sarah Leary, Nirav Tolia, Prakash Janakiraman et David Wiesen ont l’idée d'un réseau limité à une zone précise. Nextdoor, créé en octobre 2011 en Californie, est dirigé par Nirav Tolia, un ancien employé historique de Yahoo.
Le réseau social se présente sous la forme d'une application gratuite sur iOS et Android mais aussi en version site internet ou sous forme de lettre d'information.
En 2014 selon le New York Times, l'entreprise boucle une levée de fonds de 110 millions de dollars auprès des fonds de capital-risque Redpoint Ventures (en) et Insight Venture Partners (en).
Nextdoor est présent en Allemagne, au Royaume-Uni et aux Pays-Bas puis arrive en France en 2018.
L'entreprise américaine a pour concurrents en France AlloVoisins, Kiwiiz, Stootie, YoupiJob, Jemepropose et les réseaux sociaux de proximité MaResidence, Proxiigen et Smiile.
Ce réseau suscite la polémique car ayant déjà été utilisé de façon malveillante pour surveiller et informer les voisins de la présence de personnes indésirables à un quartier. Cela a été le cas par exemple dans la ville d'Oakland en Californie à l'encontre de Noirs.